# Toldilla

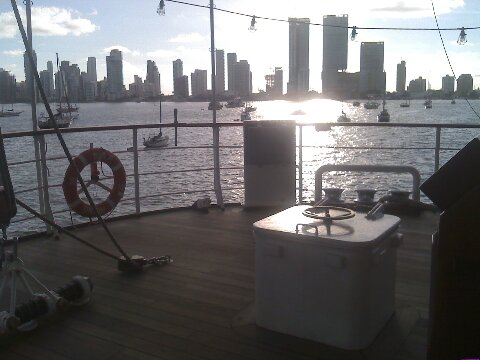
Toldilla del BAP Unión

En náutica, la toldilla (chupeta, sobrecámara, ant. chopa, chopeta, duneta, castillo de popa, tabladillo de popa) es una cubierta elevada detrás del mástil principal de un velero. Tradicionalmente era donde el capitán comandaba su barco y donde se guardaban los colores del barco. Esto llevó a su uso como principal área ceremonial y de recepción a bordo, y la palabra aún se usa para referirse a dicha área en un barco o incluso en establecimientos navales en tierra. Se extiende desde el palo de mesana hasta el coronamiento de popa. (fr. Dunette; ing. Coach; it. Cassaretto di poppa).

## Etimología
La palabra toldilla es el diminutivo de tolda, y de la que tomó origen, según una Relación de nombres de una nao que se halla en el Archivo del gobierno de Indias en Sevilla. Por su lado, tolda deriva de toldo, del francés antiguo y dialectal tialt, taud 'fortaleza', espacio entre el palo mayor y la popa, voz de origen germánico.
Llámese también Chupeta y Sobrecámara, y antiguamente se decía Chopa, Chopeta, Duneta y Castillo de popa. En una cédula de 11 de noviembre de 1634, que trae Veit. se la da el nombre de Tabladillo de popa.
1. Veit.: D. José de Veitia (en su Norte de la Contratación, impreson en 1672, en folio)

## Descripción
Es una semicubierta a popa situada sobre la cubierta. Está formada por la extensión de la chupeta, a la que sirve de techo. Termina a popa por el Coronamiento y en los costados por el saltillo que lleva su nombre, saltillo de toldilla. En la parte interior termina en el antepecho o pequeña balaustrada.

## Uso
Sobre la toldilla se ejecutaban todas las maniobras de los cabos de las velas de mesana y parte de las alas del palo mayor.
En caso de combate era el lugar donde se disponía la mayor parte de la fusilería.